# Rivière de l'Ours
Rivière de l'Ours är ett vattendrag i Kanada.   Det ligger i provinsen Québec, i den östra delen av landet, 1 100 km öster om huvudstaden Ottawa.
I omgivningarna runt Rivière de l'Ours växer i huvudsak barrskog. Trakten runt Rivière de l'Ours är nära nog obefolkad, med mindre än två invånare per kvadratkilometer.